# Odilo Scherer
Odilo Pedro Scherer (Cerro Largo, 21 september 1949) is een Braziliaans geestelijke en een kardinaal van de Rooms-Katholieke Kerk.
Scherer werd op 7 december 1976 priester gewijd. Vervolgens was hij werkzaam in diverse pastorale functies in het bisdom Toledo. In 1994 trad hij in dienst van de Romeinse Curie, waar hij werkzaam was voor de Congregatie voor de Bisschoppen.
Op 28 november 2001 werd Scherer benoemd tot hulpbisschop van São Paulo en tot titulair bisschop van Novi; zijn bisschopswijding vond plaats op 2 februari 2002. Op 21 maart 2007 volgde zijn benoeming tot aartsbisschop van São Paulo.

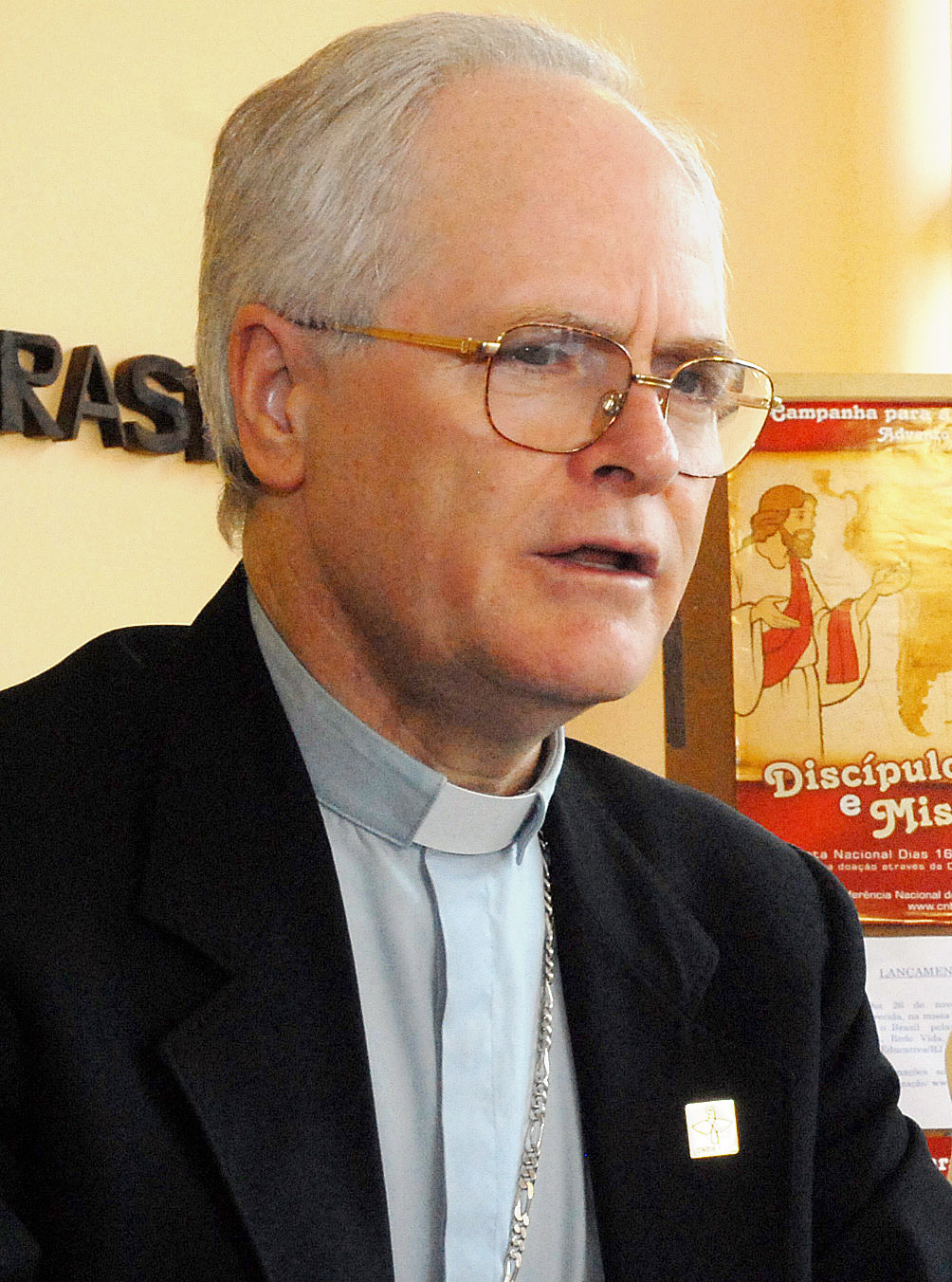
Odilo Scherer in 2006

Scherer werd tijdens het consistorie van 24 november 2007 kardinaal gecreëerd. Hij kreeg de rang van kardinaal-priester. Zijn titelkerk werd de Sant'Andrea al Quirinale. Hij nam deel aan het conclaaf van 2013.
- Gemeinsame Normdatei: 1182732569
- International Standard Name Identifier: 0000 0003 8959 6711
- Nederlandse Thesaurus van Auteursnamen: 08730094X
- Virtual International Authority File: 283030994
- WorldCat: E39PBJfcRDXxR6jvQJJ4yPKrv3